# 童貞 (映画)
『童貞』（どうてい）は、1975年9月20日に公開された日本の映画。製作、配給は松竹。カラー、シネマスコープ。原作は福田章二（庄司薫）の『輕やかに開幕』。

## あらすじ
大学受験を控える伊吹武志には幼なじみ以上恋人未満の女友達・和泉葉子がいる。「東大じゃなくても中大法科でいいじゃないか・・」などと大学受験も含めて何かとアドバイスに乗っていたのが弁護士である叔父の白坂秀人。武志と葉子は、その白坂に美貌の愛人・高野圭子を紹介されるが、数日前、映画館で武志が気を奪われた女性だった。ある時、白坂のマンションに呼ばれ、車を駆って行ったところ、圭子が一人寝ているところに出くわした。当初躊躇っていた武志も情動に火がつき、お互い白坂の真意を理解できないままやがて圭子は武志を受け入れた。
武志の変化に気づいた葉子といさかいを起こしたところチンピラに絡まれ、常に白坂を引き合いに出す厳格な父親・孟にも反発、武志を慕う積極的な弘子にも心が響かない武志はいつしか圭子と二人軽井沢の別荘で数日を過ごす。しかし、「さようなら、K」と置き手紙を置いて圭子も別荘から忽然と姿を消した。
やがて白坂は姿を消した圭子を思う自己に気付き、圭子を追いかけ実家のある九州まで迎えに行った。数ヶ月後、白坂と圭子の教会での結婚式に招かれた武志と葉子だったが、武志にはいつまでも圭子の置き手紙が心に浮かんだ。

## スタッフ
- 監督：貞永方久
- 脚本：貞永方久、松原信吾
- 原作：福田章二
- 製作：杉崎重美、織田明
- 音楽：青山八郎
- 撮影：加藤正幸
- 美術：梅田千代夫
- 録音：小林英男
- 照明：佐久間丈彦
- 編集：杉原よ志

## キャスト
- 伊吹武志：重田尚彦
- 高野圭子：五十嵐淳子
- 白坂秀人：夏木陽介
- 和泉葉子：竹井みどり
- 伊吹孟：大滝秀治
- 伊吹のぶ子：加藤治子
- 城伊都子：長山藍子
- 田中弘子：森崎由紀
- 青年役：風戸佑介

## 同時上映
- 『港のヨーコ・ヨコハマ・ヨコスカ』